# Умеркот (округ)
Умеркот (урду ضلع عمرکوٹ‎, англ. Umerkot District, синдхи عمرڪوٽ ضلعو) — один из 23 округов пакистанской провинции Синд. Площадь составляет 5 608 км². Население по данным переписи 1998 года — 663 095 человек. Административный центр — город Умеркот.

## Административное деление
В административном отношении делится на 4 техсила:
- Кунри
- Питхоро
- Самаро
- Умеркот